# تسونئو مائدا
تسونئو مائدا (انگلیسی: Tsuneo Maeda؛ زادهٔ ۲ دسامبر ۱۹۴۶) کارگردان فیلم اهل ژاپن است.